# Provvidenza (nome)
Provvidenza  è un nome proprio di persona italiano femminile.

## Varianti
- Femminili: Providenza
  - Ipocoristici: Enza
- Maschili: Provvidenzio
  - Ipocoristici: Enzo

## Origine e diffusione
Etimologicamente, risale al latino providentia, "previsione", "precauzione", a sua volta da providere, "preparare [in vista di qualcosa]".
La sua diffusione è dovuta alla devozione verso la Divina Provvidenza, nonché verso la Madonna della Provvidenza, uno degli appellativi della Beata Vergine Maria. In Italia è accentrato in Sicilia, in particolare nel palermitano, nel catanese e nel messinese, dove si trova il Santuario Diocesano in Montalbano Elicona.

## Onomastico
L'onomastico si festeggia il terzo sabato di ottobre, quindi in data mobile, quando cade la celebrazione della Beata Vergine Maria della Provvidenza.

## Persone
- Provvidenza Scozzari, vero nome di Nancy Scozzari, cestista italiana